# Hàng không năm 1970
Đây là danh sách các sự kiện hàng không nổi bật xảy ra trong năm 1970:

## Chuyến bay đầu tiên
Tháng 1
- 17 tháng 1 Sukhoi T-6-2IG (nguyên mẫu của Sukhoi Su-24 'Fencer')

Tháng 2
- 19 tháng 2 - Canadair CL-84 CX8401

Tháng 3
- Martin-Marietta X-24

Tháng 5
- 28 tháng 5 - Boeing Vertol Model 347

Tháng 7
- 16 tháng 7 - Aérospatiale Corvette
- 18 tháng 7 - Alenia G.222

Tháng 8
- 20 tháng 8 - Sikorsky S-67 Blackhawk
- 29 tháng 8 - McDonnell Douglas DC-10

Tháng 9
- 1 tháng 9 - Dassault Falcon 10

Tháng 11
- 12 tháng 11 - Nihon XC-1
- 14 tháng 11 - Aerosport Rail N43344
- 16 tháng 11 - Lockheed L-1011

Tháng 12
- 21 tháng 12 - Grumman YF-14A

## Bắt đầu hoạt động
- Nanchang Q-5 trong Quân Giải phóng Nhân dân Trung Quốc

Tháng 1
- 22 tháng 1 - Boeing 747trong Pan Am